# Asiatiska vinterspelen
Asiatiska vinterspelen är en idrottstävling som genomfördes första gången 1986 i Sapporo. Det var Japans olympiska kommitté som först föreslog idén att arrangera en vinterversion av Asiatiska spelen 1982. Tävlingarna är öppna för medlemmar i Asiens olympiska råd.

## Lista över spel
- 1986 -  Sapporo, Japan
- 1990 -  Sapporo, Japan
- 1996 -  Harbin, Kina
- 1999 -  Gangwon, Sydkorea
- 2003 -  Aomori, Japan
- 2007 -  Changchun, Kina
- 2011 -  Astana och Almaty, Kazakstan
- 2017 -  Sapporo och Obihiro, Japan
- 2025 -  Harbin, Kina